# Miquel Aguirre i Oliveras
Miquel Aguirre Oliveras (Banyoles, 1964) és escriptor i periodista, llicenciat en Història Contemporània per la UAB.
Col·laborà com a columnista al diari El Punt i a la Revista de Banyoles i col·laborador en diferents programes radiofònics a Ràdio Banyoles, Ràdio Salt. Guionista i co-presentador del programa Sota mínims de Ràdio Girona. Finalista del premi Just Manuel Casero l'any 1996 i l'any 1998.

## Publicacions
Llistat d'algunes de les seves publicacions:

### Ficció
- Després del tro. Barcelona: Proa, 2000. Novel·la guanyadora del Bar Cafè 1929 de Banyoles.[5]
- La Cortina de saca. Bellaterra: Universitat Autònoma de Barcelona, Servei de Publicacions, 2012. Premiada amb el Valldaura de novel·la breu - Memorial Pere Calders de 2012.[5] i editada a la col·lecció Gabriel Ferrater de la UAB
- Els morts no parlen. Llibres del Delicte. 2015.[6]
- Animals dels marges. Llibres del Delicte. 2019.[7]
- Els cadàvers del candidat. Llibres del Delicte, 2020.

### Altres gèneres
- [Amb màniga curta]: pel Pla de l'Estany amb samarreta. Banyoles: Ajuntament de Banyoles, DL. 2007.
- La Guerra Civil al Pla de l'Estany: 1936-1939: exposició al vestíbul del Museu Arqueològic. Banyoles: el Museu, 1997.
- Història del Pla de l'Estany. Girona: Diputació de Girona, Unitat de Publicacions, 2000.
- El Maig de Cornellà. Banyoles : Consell Comarcal del Pla de l'Estany, 2009.
- Repics de festa : aplecs, fires i festes del Pla de l'Estany. Banyoles: Consell Comarcal del Pla de l'Estany, 1999.
- Rondalles. Banyoles: Centre d'Estudis Comarcals, 2005.